# Oregon Route 222
Az Oregon Route 222 (OR-222) egy két szakaszból álló oregoni állami országút, amely kelet–nyugati irányban az Oregon Route 99 creswelli elágazása és a cloverdale-i Rodgers Road, illetve észak–déli irányban az 58-as út Pleasant Hilltől délkeletre eső kereszteződése és a jasperi Jasper Lowell Road között halad.
A szakasz Springfield–Creswell Highway No. 222 néven is ismert.

## Leírás
A nyomvonal Creswellben, az OR 99-ről leágazva kezdődik keleti irányban. Miután elhaladt az Interstate 5 felett, az út Cloverdale-be érkezik, ahol a Rodgers Roadnál déli szakasza véget ér. Az északi rész tíz kilométerre, az 58-as út Pleasant Hilltől délkeletre fekvő elágazásánál kezdődik. A Willamette-folyón való áthaladása után a pálya Jasperben, a Jasper Lowell Roadnál ér véget.